# Pterodecta
Genre
Pterodecta est un genre de lépidoptères (papillons) de la famille des Callidulidae.

## Liste d'espèces
Selon Catalogue of Life (3 avr. 2013) :
- Pterodecta anchora
- Pterodecta felderi

Selon NCBI (3 avr. 2013) :
- Pterodecta felderi